# Elisabetta Guido
Elisabetta Guido (Galatina, 1º dicembre 1969) è una cantante italiana.

## Biografia
Elisabetta Guido è una cantante e autrice di jazz, indicata dalla critica come esponente del "neo-impressionismo". La sua ecletticità ed la sua passione per lo studio e l'insegnamento delle tecniche del Canto Moderno l'ha portata spesso ad esibirsi, oltre che nel jazz, anche in repertori di soul, soul/jazz, gospel (è anche direttrice di coro) e di lirica, oltre che di popular music. 
È stata inserita nel Dizionario delle jazziste europee “Donne in Musica“ (editore Colombo – Roma). È diplomata in pianoforte ed in canto lirico. È anche autrice di musiche e testi ed arrangiatrice. 
È stato pubblicato nel 2010 il suo manuale di tecnica vocale Il canto moderno occidentale di origine afroamericana (Manni Editori).
Dal 2003 collabora come direttrice di coro e vocalist con le produzioni di Rai 1 e Rai 2 (Sanremo - Oscar Tv, Telethon, Premio Barocco, La vita in diretta), per le quali ha diretto, fra l'altro, la sigla iniziale del programma Premio Barocco 2004 e la sigla finale del programma Premio Barocco 2008 con il suo Coro gospel “A. M. Family” ed Al Bano.
Ha partecipato anche a trasmissioni di Rai International, Rai 3 ed alla trasmissione Donne per Sky/Discovery Channel Real Time.
Ha collaborato ed inciso in ambito jazz con noti musicisti in ambito jazz, come Javier Girotto, Flavio Boltro, Fabrizio Bosso, Marco Tamburini, Roberto Ottaviano, Cheryl Porter, Mirko Fait, Luca Garlaschelli, Martino Vercesi, Ares Tavolazzi, Paolo di Sabatino, Carla Petrachi, la manager internazionale della danza e coreografa italo/francese Sofia Capestro, Riccardo Zegna e Gregorio Fracchia e altri.
Ha collaborato durante trasmissioni di Rai1 "Grandi Eventi" con Renzo Arbore, Paolo Belli, Tullio De Piscopo, Riccardo Cocciante, Antonella Ruggiero, Al Baño, i Sud Sound System etc.. 
Si è esibita presso numerosi Jazz Festival, come JazzMi Festival,  Cernusco Jazz Festival, Locomotive Jazz Festival, Festival “Nicola Arigliano”, Doctor Jazz Salentum Festival, Doctor Jazz Mios Festival, Jazz Around Festival etc. 
Ha ricevuto diversi premi e riconoscimenti come il Premio “Vigna d’Argento” nel 2018, il Premio “Il Sallentino” per l’Arte nel 2019 4 volte il Premio "Art Festival" organizzato da Rai 1, per la categoria "Jazz"
Con il Coro Gospel “A. M. Family” nel 2009 e nel 2010 ha realizzato il connubio per la prima volta fra Coro gospel e Orchestra Sinfonica, frutto della collaborazione fra l'Orchestra della Fondazione I.C.O. "T. Schipa" di Lecce, diretta dal maestro Marco Della Gatta e l'Associazione “New Production” di Damiana Mancarella. Nel 2019 si è esibita in un concerto presso la Camera dei Deputati a Roma, in occasione della Giornata internazionale della Non Violenza, mentre il 6 marzo 2024 lo ha portato in concerto in Vaticano per Papa Francesco
Nel 2015 è uscito sul mercato nazionale ed internazionale il cd Hunger and Love (Dodicilune, distr. I.R.D.) dedicato ai 100 anni dalla nascita di Billie Holiday, in cui Elisabetta ed altre 23 "grandi voci" del jazz italiano cantano i brani dell'indimenticabile "Lady day"
Il suo disco The Good Storyteller (2016) contiene un'opera da lei composta intitolata Salento Rhapsody, che ha mescolato per la prima volta la pizzica/taranta salentina con il jazz.
Scrive musiche per cortometraggi e lungometraggi, come Santo Rizzello: 100 anni di storia, della regista Agnese Correra
È molto attiva in campo sociale, Le sue composizioni Funkattivo (dall'album The Good Storyteller) , Risveglio e Non ritornerò mai più (dall'album Arabesque) sono stati dedicati alla causa dell'eliminazione della violenza contro le donne e la sua composizione Non è mai un errore è colonna sonora del video omonimo contro la violenza di genere, della regista Lucia Fago. 
Nel maggio 2022 è stato pubblicato per l'etichetta Alfa Music-Roma l'album di inediti Arabesque, con il suo trio milanese composto con Mirko Fait al sax e Martino Vercesi alla chitarra. Al contrabbasso Simone Serafini e alla batteria Jacopo Zanette special guest Fabrizio Bosso
Il disco è stato presentato in Anteprima nazionale al “JazzMi”  Jazz Festival nel 2019 e, dopo l’uscita nel 2022 a Roma presso il celeberrimo “Alexander Platz” Jazz Club ed a Milano, presso il Teatro Puccini in quintetto anche con Luca Garlaschelli, Special guest della serata, e Giorgio Vogli

## Discografia

### Album
- 2004 – Shout - con i D.E.E.M. Quartet (Enthropya)
- 2004 – Joy - con il A.M. Family Gospel Choir (Nibbio Music)
- 2004 – Quello che c'è in te (Nibbio Music)
- 2008 – Gospel Energy – con il Coro Gospel A.M. Family di Elisabetta Guido (Shut Up!)
- 2011 – Le Sacré en Musique (EP Music)
- 2013 - Let Your Voice Dance (Dodicilune/Koinè Records, distr. IRD)
- 2016 - The Good Storyteller (Dodicilune/Koinè Records, distr. IRD)
- Singolo - 2020 - What a wonderful world, Guido/Fait Quintet (Smart Life Records, Ed. Italian Way Music)
- Singolo - 2021 - Summertime, Elisabetta Guido Trio (Smart Life Records, Ed. Italian Way Music)
- Singolo - 2022 - Stormy Monday, Elisabetta Guido Trio (Smart Life Records, Ed. Italian Way Music)
- 2022 - Arabesque (Alfa Music-Roma, distr. Believe)

### Partecipazione a compilation
- 1998 - Nell'aria Musica Italiana - Interpreti vari (City Records)
- 1999 – Buon viaggio - Koala (EMI Music Publishing Italia
- 2003 – Lecce Art Festival 2003 - Interpreti vari (City Records) distribuito da Radio Corriere Tv
- 2005 – Italian Independent Music - artisti vari (A.F.I.)
- 2013 - Puglia Sounds Jazz - artisti vari (Puglia Sounds Ed.)
- 2015 - Hunger and Love - tribute to Billie Holiday - interpreti varie (Dodicilune, distr. IRD)
- 2017 - Sueno (by i! Records - New York) con Joyfull Family

### Premi
- 4 volte Premio "Lecce Art Festival" di Rai 1, categoria "musica jazz" (edizioni 2003, 2004, 2005, 2006).[30].[31].[19]
- Premio “Donne del Sud” 2011 per la categoria cantanti jazz.[32]
- 2014 - "Artista del mese" sul numero di settembre/ottobre del magazine musicale "Muzikult"
- 2018 - Premio "Vigna d'Argento" di Città della Musica per la carriera artistica
- 2019 - Premio "Il Sallentino" per l'Arte